# مربع پانت

مربع پانت که با کمک آن می‌توان نتایج حاصل از آمیزش‌های تجربی جانداران را پیش بینی کرد. در این‌جا رنگ گیاهان نخودفرنگی حاصل از دو نخودفرنگی ناخالص (دارای یک الل مغلوب که با حرف b نشان داده شده است (مربوط به رنگ سفید) و یک الل غالب که با حرف B نشان داده شده است (مربوط به رنگ ارغوانی)) بررسی شده‌است. احتمال نتایج حاصل عبارت‌اند از ۵۰٪ گیاه نخودفرنگی با ژنوتیپ ناخالص و فنوتیپ ارغوانی، ۲۵٪ با ژنوتیپ خالص (دو الل یک صفت همسانند) و فنوتیپ ارغوانی، و ۲۵٪ با ژنوتیپ خالص و فنوتیپ سفید.

مربع پانت جدولی است که به کمک احتمالات برای پیش‌بینی نتایجی که از آمیزش دلخواه بدست می‌آید، به‌کار می‌رود.